# Oleksandr Horškov
Oleksandr Vyktorovyč Horškov (in ucraino Олександр Вікторович Горшков?, in russo Александр Викторович Горшков?, Aleksandr Viktorovič Gorškov; Kirovs'k, 8 febbraio 1970) è un allenatore di calcio ed ex calciatore ucraino naturalizzato russo, di ruolo centrocampista, tecnico del BFC Daugavpils.

## Biografia
È nato nella città di Holubivka in Ucraina, all'epoca denominata Kirovs'k, parte dell'Unione sovietica.

## Carriera

### Club
Durante la sua carriera ha giocato principalmente con lo Zenit San Pietroburgo.

### Nazionale
Ha rappresentato sia la Nazionale russa che quella ucraina.

## Palmarès
- Campionato russo: 1

Zenit: 2007
- Coppa di Russia: 1

Zenit: 1998-1999